# Kallo
Kallo is een dorp in de Belgische provincie Oost-Vlaanderen en een deelgemeente van Beveren-Kruibeke-Zwijndrecht, het was een zelfstandige gemeente tot aan de gemeentelijke herindeling van 1977. Het dorp ligt vlak bij de Schelde; een groot deel van het grondgebied is ingepalmd door de Waaslandhaven.

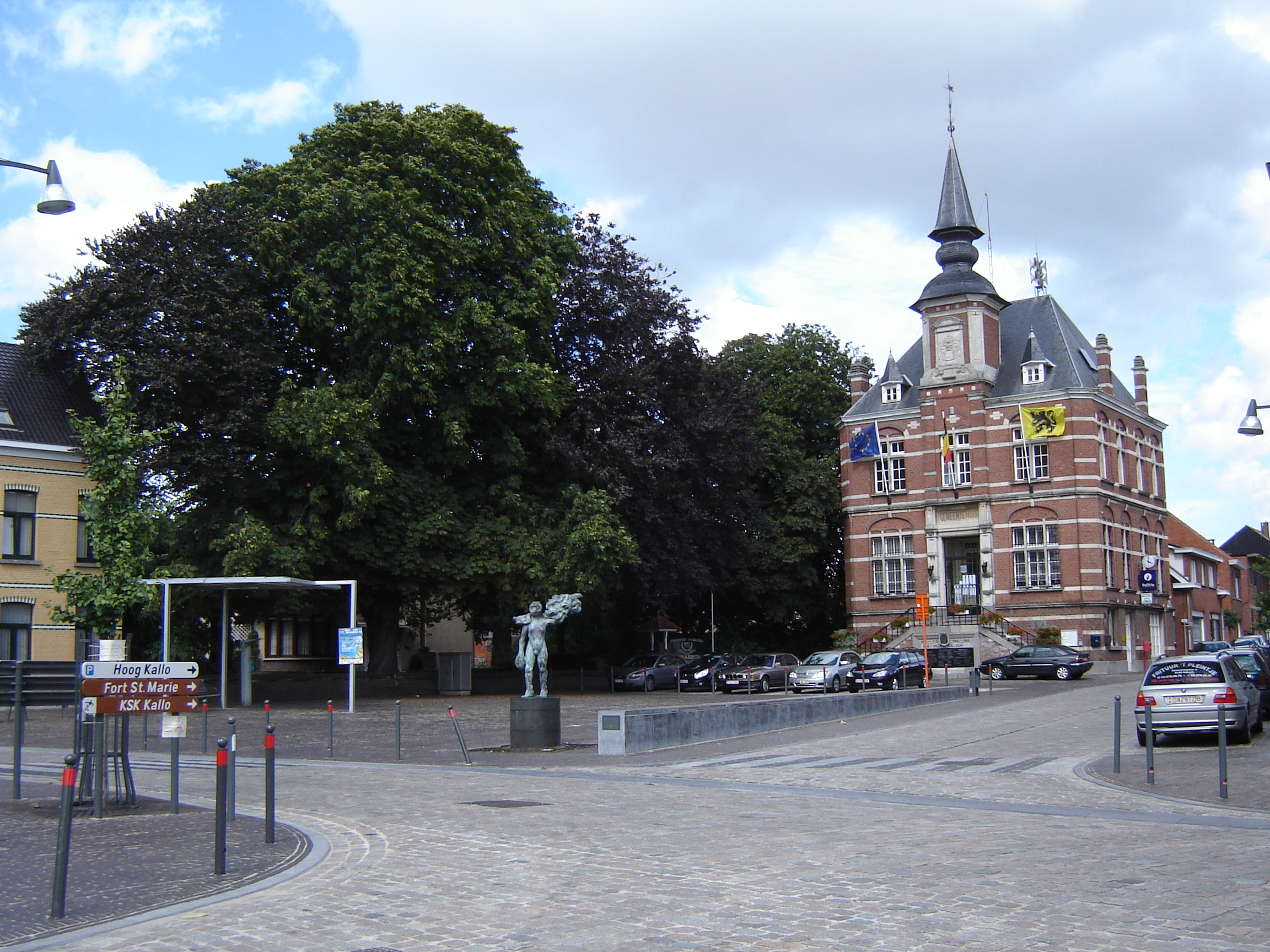
Gemeenteplein in Kallo

## Geschiedenis
Al in de 12e eeuw bestond Kallo, toen bekend als Calloo, als dorp in het Land van Waas. Op bevel van de graaf van Holland, Willem III van Holland, werd in 1316 het dorp in brand gestoken en vervolgens onder water gezet. In 1582 werd ter bescherming tegen de Spanjaarden het Fort Liefkenshoek gebouwd. In 1583 werd door de hertog van Parma een onderwaterzetting bevolen die 70 dagen duurde. Het fort werd in 1584 door de Spanjaarden veroverd.
Alexander Farnese (zoon van de Hertogin van Parma en landvoogd der Nederlanden voor Filips II) liet in 1584, tijdens het beleg van Antwerpen, bij Kallo een 800 meter lange schipbrug over de Schelde bouwen. Alle scheepvaartverkeer naar Antwerpen werd hierdoor geblokkeerd. Mede door deze blokkade viel Antwerpen op 17 augustus 1585 in Spaanse handen.
Ook liet Alexander Farnese de Parmavaart graven waar de Melkader nog deel van uitmaakte.
Bekend is ook de Slag bij Calloo, waar op 21 juni 1638 de kardinaal-infant Ferdinand een overwinning op de Republiek der Zeven Verenigde Nederlanden behaalde. Maurits Frederik van Nassau-Siegen, zoon van Willem van Nassau-Siegen, liet daarbij het leven.
Kallo werd in 1977 een van de acht deelgemeenten van Beveren.

## Demografische ontwikkeling
- Bronnen:NIS, Opm:1831 tot en met 1970=volkstellingen; 1976 = inwoneraantal op 31 december

## Bezienswaardigheden
- De Sint-Petrus en Pauluskerk, met een beschermd orgel
- Het Fort Liefkenshoek aan de Schelde
- Het Fort Sint-Marie, op het grondgebied van Zwijndrecht
- Het Hof ten Damme, een 18de-eeuwse herenwoning, gebouwd op de plaats van een vroeger 14de-eeuws Fort van Kallo.
- Het voormalig gemeentehuis uit 1911
- Rietveld Kallo, ten zuiden van het dorp, in de periode 2008-2012 aangelegd ter compensatie van het biotoopverlies door de aanleg van de Antigoontunnel.[1]
- Orgelcollectie Ghysels, mechanische dans- en kermisorgels

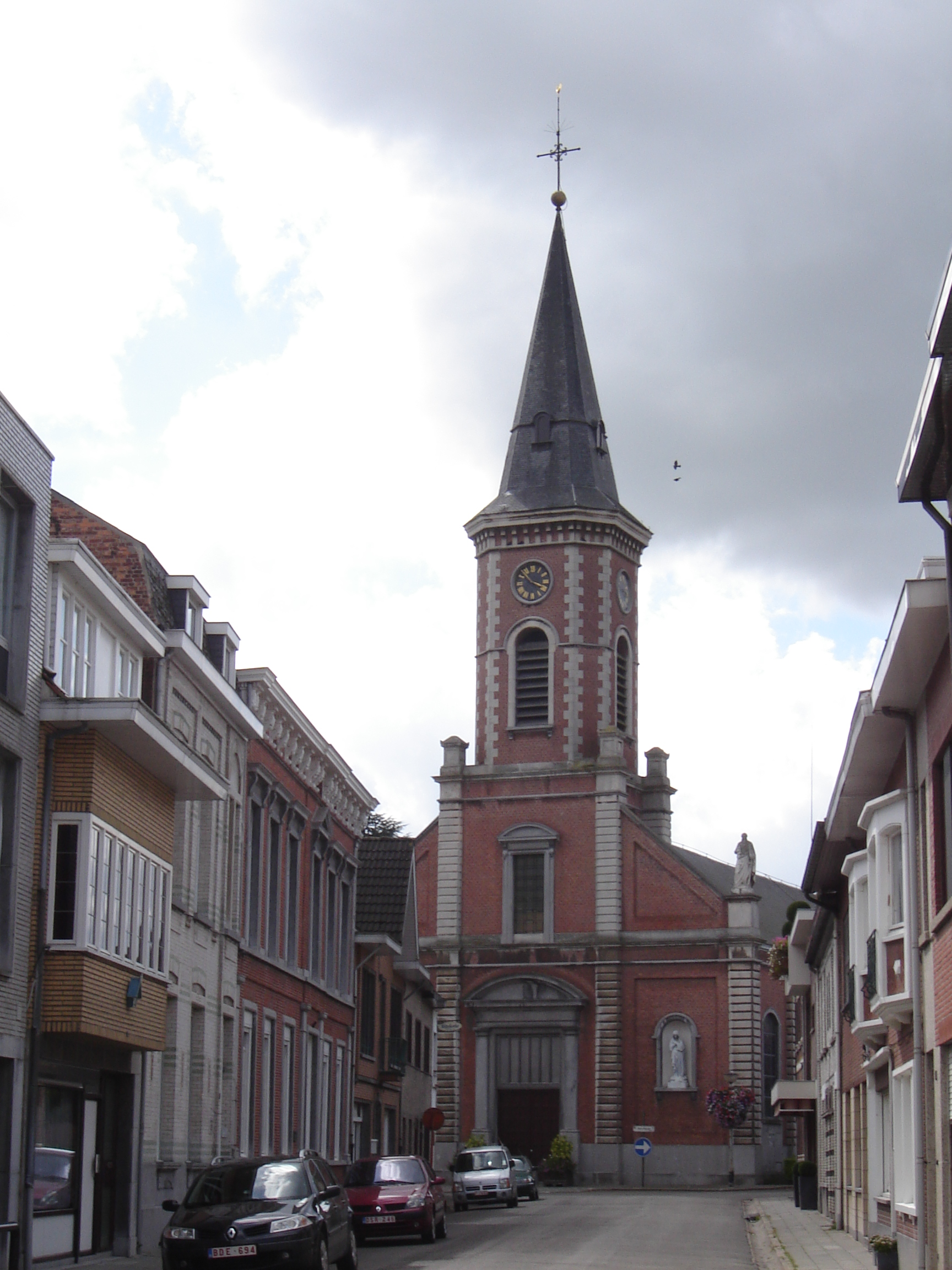
Sint-Petrus en Pauluskerk
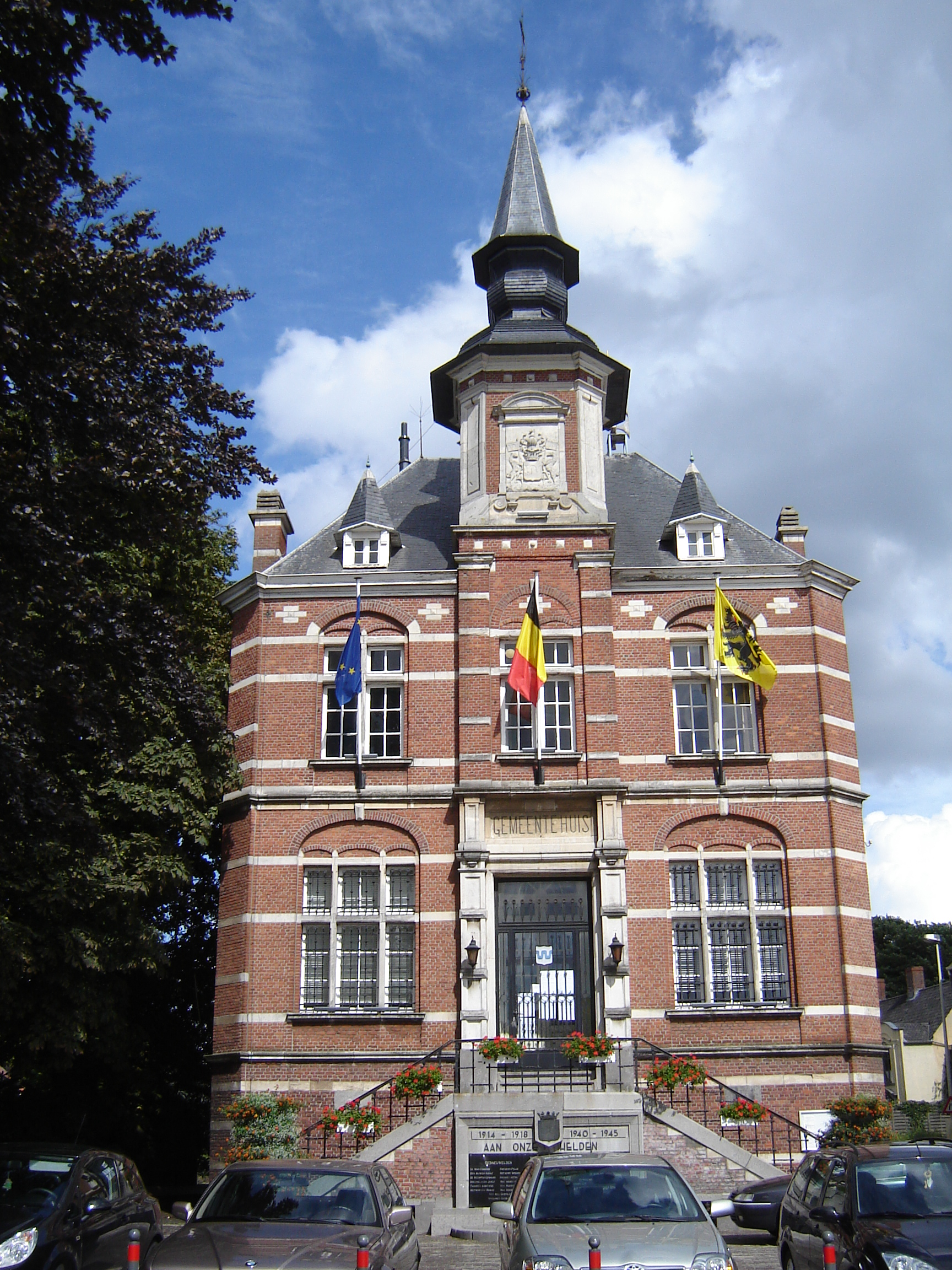
Gemeentehuis
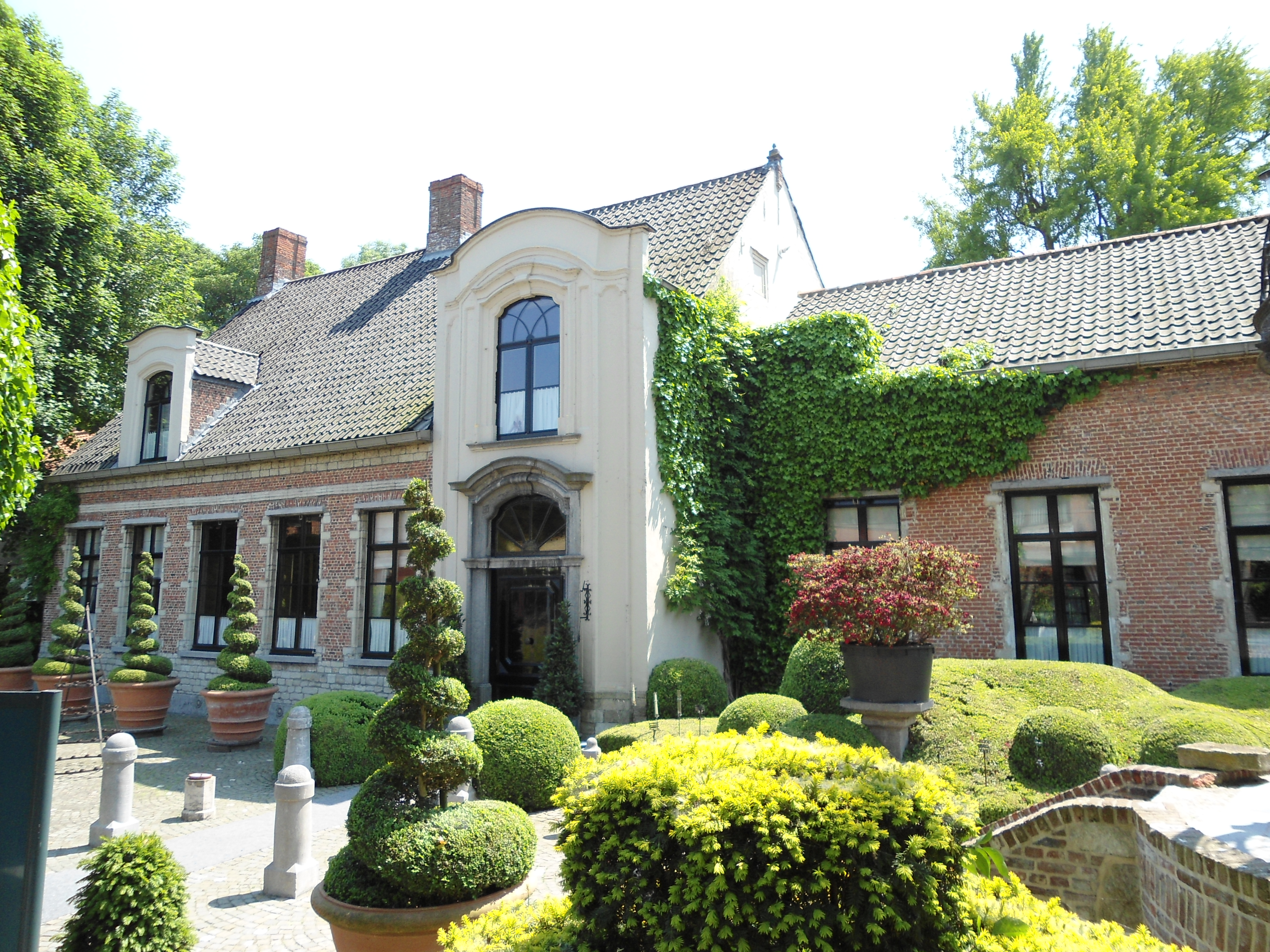
Hof ten Damme

## Natuur en landschap
Kallo ligt in het gebied van de Wase Scheldepolders, direct ten zuiden van de Kallosluis, die vanuit de Schelde toegang verleent tot het Waaslandkanaal. Een groot deel van de omgeving heeft door de aanleg van de Waaslandhaven en bijbehorende infrastructuur veel van het oorspronkelijke karakter verloren. Aan de rand van het havengebied zijn nieuwe natuurgebieden ontstaan, zoals Haasop, Groot Rietveld en het Fort Sint-Marie.

## Verkeer
Te Kallo ligt de Kallosluis, als verbinding tussen Schelde en Waaslandhaven, met daaronder nog de Beverentunnel als onderdeel van de R2 (of Grote Ring rond Antwerpen). Ook loopt spoorlijn 10 van Zwijndrecht-Fort door Kallo naar Bundel Zuid in de Waaslandhaven.

## Nijverheid
Kallo beschikte over twee klassieke thermische centrales (gevoed door aardgas en/of stookolie) die samen een vermogen leverden van ongeveer 500MW. De centrales werden omstreeks 1972 in dienst genomen, ware het niet dat er toen plannen waren om acht centrales naast elkaar te bouwen. Omwille van de oliecrisis van de jaren 70, werden er in Doel kerncentrales gebouwd, en ging de bouw van de resterende zes centrales niet door. Op 30 juni 2011 werd de centrale definitief stilgelegd.

## Bekende inwoners
- Remi Bogaert (1927 - 1991), volksvertegenwoordiger
- Lieven Van Gerven (1928 - 2002), hoogleraar
- Rijkhard Van Gerven (1902 - 1985), geschiedkundige en schrijver
- Dirk Van Gerven ( 1940- ……), hoogleraar,

## Nabijgelegen kernen
Zwijndrecht, Melsele, Verrebroek, Fort Liefkenshoek
Deelgemeenten: Bazel · Beveren · Burcht · Doel · Haasdonk · Kallo · Kieldrecht · Kruibeke · Melsele · Rupelmonde · Verrebroek · Vrasene · Zwijndrecht

Overige dorpen en gehuchten: Beestenhoek · Bloempot · De Bank · Doorn · Es · Gaverland ·  Geslecht · Groot Laar · Halve Maan · Hoogeinde · Hoogstraat · Kalishoek (Doel) · Kalishoek (Melsele) · Kemphoek · Klein Laar · Melseledijk· Mosselbank (Haasdonk) · Mosselbank (Vrasene) · Nieuwe Parochie · Ouden Doel · Oudendijk · Ponjaard · Prosperpolder · Puiput · Rapenberg · Rapenburg · Saftingen · Sint-Antoniushoek · Smoutpot · Stenen Kruis · Tijskenshoek · Vendoorn · Verrebroekse Blikken · Vijfstraten · Vliegenstal · Voshoek · Westakkers · Wilden Haan · Zillebeek · Zwaantje

Belgische gemeenten · Arrondissement Sint-Niklaas · Oost-Vlaanderen · Vlaanderen